# Rio Neva
O rio Neva (em russo: Peка Нева́) é um curso de água no Oblast de Leningrado, na Rússia, e vai desde o lago Ladoga até ao golfo da Finlândia passando pela cidade de São Petersburgo. Apesar do modesto comprimento, é o terceiro maior rio europeu em termos de volume de água (após o Volga e o Danúbio).

## Geografia
O comprimento do rio Neva é de 74 km, dos quais 28 km dentro de São Petersburgo e o restante no Óblast de Leningrado. Ele percorre em direção sudoeste desde o lago Ladoga, e o ponto mais ao sul do rio encontra-se perto da confluência com o rio Tosna, depois disso ele dobra em direção noroeste indo pro golfo da Finlândia. A largura média é de cerca 400 - 600 metros, já a largura máxima é 1.200 metros e a mínima é de 200 metros. A profundidade está entre 8 e 24 metros. A bacia hidrográfica do Neva inclui o lago Ladoga e o lago Onega, os dois maiores lagos da Europa, e cobre uma grande área do Noroeste da Rússia e no sul da Finlândia. Sua foz é em delta, dando origem a algumas ilhas. Se encontra congelado entre os meses de dezembro e abril.

## História
Durante a Idade Média o largo e navegável rio teve grande importância na ligação entre as regiões do Báltico e do Volga. A confluência do Neva e Ijora foi o local da famosa Batalha do Neva (1240) entre a Suécia e a Rússia. Alexander Yaroslavich, Príncipe de Novgorod, venceu esta contenda e tomou o seu título "Nevsky" (que significa "do Neva") deste acontecimento.
No século XVI a foz do Neva foi o local onde os Suecos construíram a fortaleza Nyen, e também o ilhéu de Shlisselburg. A primeira foi destruída por Pedro, o Grande, que depois fundou a Fortaleza de Pedro e Paulo em 1703. Na ilha Zayachy (Ilha das Lebres), a fortaleza é tida como a primeira estrutura da actual São Petersburgo. Foi também Pedro que mandou construir o canal Ladoga ligado o Neva ao rio Volkhov e ao rio Svir a sul do Ladoga.

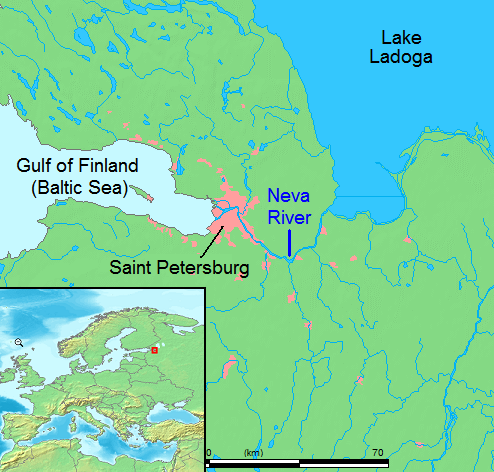
Mapa do rio Neva,
com sua a localização no mapa da Europa.

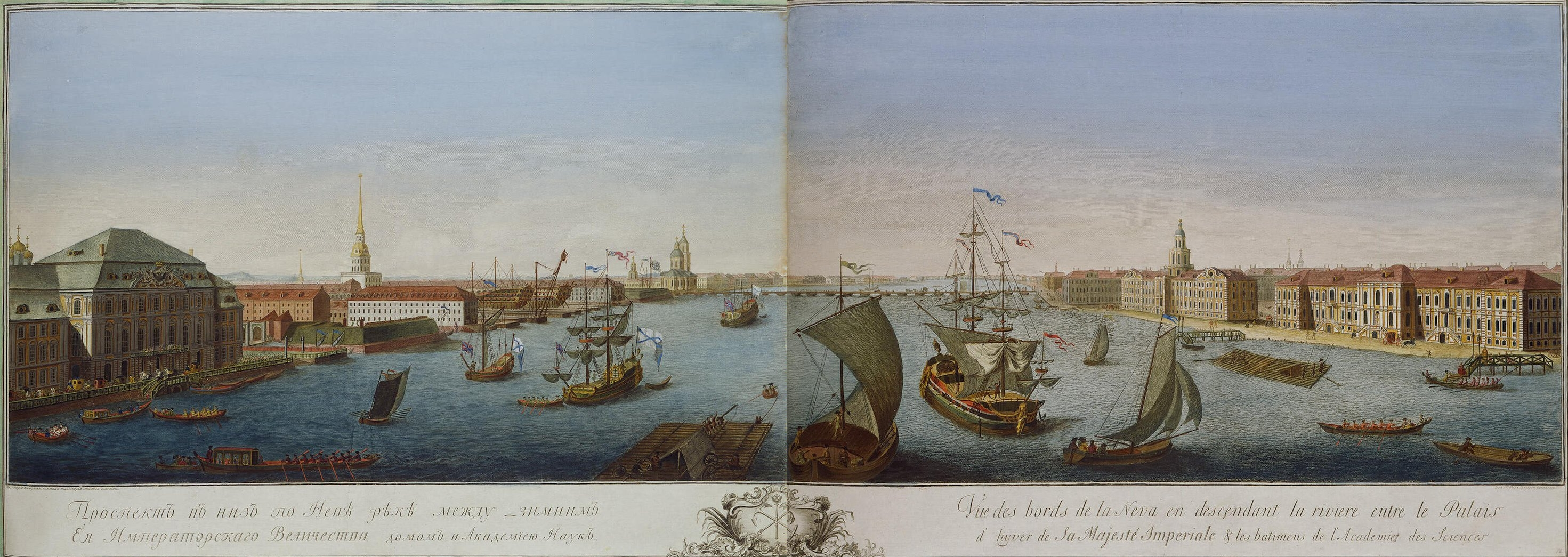
O rio Neva em São Petersburgo, 1753.